# 甘米银岛
甘米银岛（Camiguin）或稱卡米金岛，是菲律賓的北部的一個島，位在呂宋島北邊，面积230平方公里，省会曼巴豪。
甘米银岛是巴布延群島的一部份，行政隸屬於卡加延省。